# Hilda Suárez
 Hilda Suárez  ( provincia de Río Negro, Argentina, 4 de agosto de 1924 - Buenos Aires, Argentina, 8 de septiembre de 2006), cuyo nombre completo era Hilda Haydée Suárez  fue una actriz de cine, teatro y televisión.

## Carrera profesional
Estuvo varios años en el elenco del Teatro General San Martín, en el que actuó, entre otras obras, en Anna Christie, Barranca abajo y La casa de Bernarda Alba. En 1963 actuó en el Teatro Florida en la obra Departamento de soltero, dirigida por Eduardo Sánchez Torel acompañando a Lilian Valmar y Oscar Casco.
En 1973 actuó en la obra Hogar, acompañando a Hugo Caprera, Jorge Petraglia y Nelly Tesolín.
En 1977 actuó en la obra Cyrano de Bergerac, en el Teatro General San Martín acompañando a Ernesto Bianco, Enrique Fava, Arturo Maly, Roberto Mosca, Lilian Riera, María Luisa Robledo y Tincho Zabala.
En 1981 actuó en la obra Don Elías, campeón..  con Alfredo Duarte, Hebe Serebrisky, Héctor Pellegrini y Norberto Díaz.
En 1983 actuó en el Teatro General San Martín con dirección de José María Paolantonio en la obra  Pasión y muerte de Silverio Leguizamón de Bernardo Canal Feijóo, acompañando a Graciela Araujo, Pachi Armas, Sergio Corona, Alfonso de Grazia, Ana Itelman, Graciela Martinelli, Luis Ordaz, Isabel Quinteros, Rafael Rinaldi, Jorge Varas y Leopoldo Verona.
Se inició en cine dirigida por Torre Nilsson en Fin de fiesta (1960), La mano en la trampa (1961) y Setenta veces siete (1962) y su papel más importante lo cumplió en  Las ruteras (1968) dirigida por David Stivel.
Tuvo bastante actividad en programas de televisión, en comedias tales como Yo soy porteño (1962-1966), Historias de Nossedonde (1971), comedia costumbrista con libretos de Gius y actuación de Luis Landriscina, Raúl Lavié, Catalina Speroni, Juana Hidalgo y Hugo Caprera y Matrimonios y algo más.
En  1983 participó de otro ciclo de humor sobre libretos de Gius titulado Las brujas.

## Filmografía
Actriz
- Los días que me diste   (1975)
- Contigo y aquí               (1974) .............…Encargada
- La Mary                         (1974)
- En mi casa mando yo (1968)................ La Prima Rosita
- Las ruteras                    (1968) ................Sara
- Martín Fierro                 (1968) .............…Tía de Picardía
- Hotel alojamiento          (1966)
- Setenta veces siete      (1962)
- La mano en la trampa   (1961)............… Lisa Lavigne
- Fin de fiesta                  (1960)

## Televisión
- Los vecinos    (película)  (1966)
- Yo soy porteño    (serie) (1963) …Varios personajes